# 売勲事件
売勲事件（ばいくんじけん）は、1929年（昭和4年）に発覚した、叙勲をめぐる汚職事件。内閣賞勲局を舞台として発生したため、賞勲局疑獄（しょうくんきょくぎごく）とも呼ばれる。

## 概要

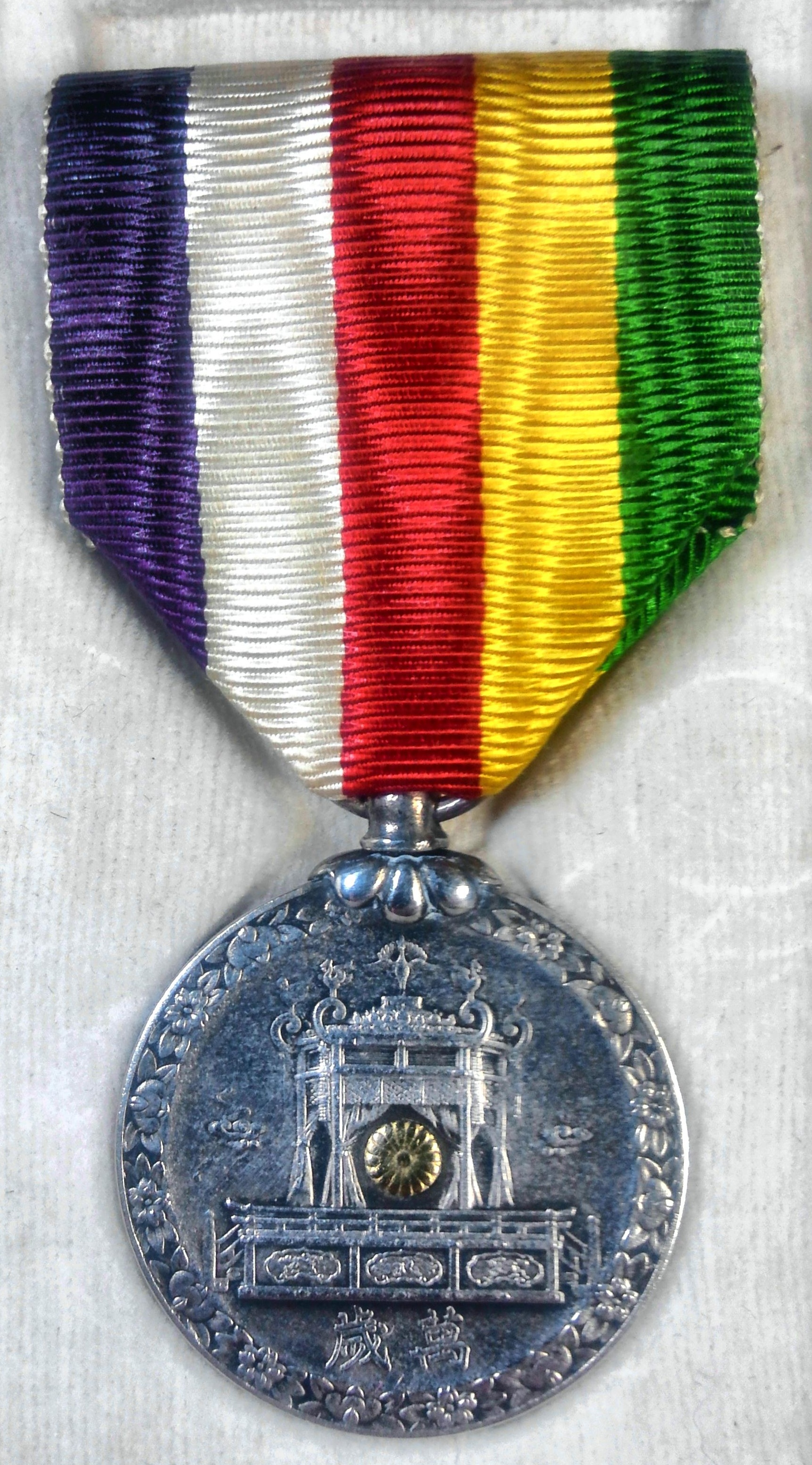
昭和の大礼記念章

1928年（昭和3年）秋、昭和天皇即位の大礼に伴い関係者へ授与される大礼記念章の製作の請負を当て込み、長島弘らにより日本勲章製作株式会社（資本金50万円）が設立されたが、長島とその弟の原口豊秋および鴨原亮暢（賞勲局総裁天岡直嘉の私設秘書）は、天岡を背景に記念章を請け負わせるという口実で、東京、大阪および京都の貴金属商から多額の政治運動費を詐取し、天岡もこの事実を知りながら同運動費を収受した。
この事実は、田中内閣の辞職に伴って天岡が賞勲局総裁を辞任した直後の1929年（昭和4年）8月に判明し、同年9月11日、東京検事局は天岡を召喚し、即日勅裁を仰いで涜職罪として起訴、収容した。
「売勲事件」は、この事件の取り調べ中に発覚したものである。最初に摘発を受けたのは、日魯漁業社長で代議士の堤清六で、鴨原の勧誘に乗って天岡に13000円を贈り勲三等に叙せられたとして、9月4日に召喚収容された。次いで横田永之助も同様の経緯で天岡に1000円を提供して勲五等に叙せられたことが判明して18日に収容された。さらに11月6日、藤田謙一（東京商工会議所会頭、貴族院議員）が勲三等問題で天岡に5000円を贈ったことが判明し、収容されたが、一応の取り調べのみで即日釈放された。熊沢一衛（伊勢電気鉄道社長）はすでに五私鉄疑獄事件で収容中であったが、熊沢は天岡に6000円を、同じく渡辺孝平（北海道鉄道専務取締役）は700円を提供して藍綬褒章を授与されていたことが判明し、兵藤栄作（北海道鉄道監査役）はその巻き添えを食う形で、いずれも収容された。贈賄側の一人である大阪の時計商・生駒斎吉は、事件に連座して起訴されたが予審免訴となり、堤清六は1931年（昭和6年）に死去したが、ほかはいずれも有罪と決定された。なお、事件の取調べは福澤桃介（勲三等）、尾上菊五郎（勲六等）にも波及したが、その間には何ら醜悪な事実の存ぜぬことが判明し、無事落着した。
検事局は、10月11日、事件の中途において新聞記事を差し止め、金沢、枇杷田、細田の3検事が取り調べに力をそそぎ、11月下旬に一段落を告げると記事を解禁した。
同事件の背景には、天岡自身の金銭問題があった。天岡は田中内閣成立直前に20万円の負債のために破産宣告されたが、債権者と妥協してそれが虚偽の債権であったとして破産を取り消され、内閣成立後、賞勲局総裁となった。しかし、債権者の追及に遭い負債整理にあたった鴨原を動かして上記の収賄をはかったもので、総額は約8万円であったという。収受された金の大半は鴨原が握ったが、天岡も築地に妾を囲い、また赤坂辺で豪遊して余すところがなかった。しかし、天岡が収監されたと伝わると債権者が押し寄せ、麻布新龍土町の邸宅は競売に付された。
裁判は1930年（昭和5年）5月2日に予審が終わり、翌年9月11日に東京地方裁判所で第1回公判が開かれた。被告人の中には熊沢のように2事件に連座する者が数名いたため、五私鉄疑獄事件、合同毛織疑獄事件との合併審理とされ、東京地方裁判所で139回にわたり審理を重ねた。その結果、1933年（昭和8年）5月16日に、天岡直喜に懲役2年、鴨原亮平に懲役1年、横田永之助に罰金300円と懲役2月、渡辺孝平・兵藤栄作・熊沢一衛に懲役2月、藤田謙一に懲役1年6月の判決が言い渡された。この判決に検察側は不当であるとして、18日、宮城検事正の名において横田以下5名に対して控訴手続をとった。控訴審では、天岡に懲役2年と追徴12,500円、鴨原に懲役1年6月と追徴5,250円、横田に罰金150円、渡辺に罰金300円、兵藤に罰金300円、藤田（2事件）に懲役3月と3年の執行猶予、熊沢（2事件）に懲役6月と執行猶予3年の判決が下り、1935年（昭和10年）9月28日、被告人に関わる上告審は大審院刑事三部菰淵裁判長、樫田検事係で審理の結果、いずれも上告は棄却され、天岡には懲役2年（未決100日通算）と追徴14,250円、鴨原には懲役1年6月（未決60日通算）と追徴5,250円、渡辺には罰金300円、兵藤には罰金300円、藤田（2事件）には懲役3月（3年執行猶予）の最終判決が下った。
この事件の後、勲章はそれまで民間業者に発注していたのを改め、造幣局が一元的に製造するように替わった。売勲事件は賞勲にまつわるものであったため、世間の指弾も強かったが、その性質は型にはまったものであり、量的にみれば必ずしも大きなものではなかったとされる。

## 参考
- 神戸大学付属図書館-新聞記事文庫-中外商業新報 1929.11.27-勲章事件
- 栗原俊雄『勲章 知られざる素顔』岩波新書 1306、岩波書店、2011年、144-145頁。ISBN 978-4004313069